# كريستوفر باتالينو
كريستوفر باتالينو (بالإنجليزية: Christopher Battalino)‏ كان ملاكم أمريكي صنّف ضمن فئة وزن الريشة.

## إحصائيات
خاض خلال مسيرته 88 نزالا، فاز في 58 وتعادل في 3 وخسر في 26. فاز بالضربة القاضية في 23 نزالا.

## روابط خارجية
- كريستوفر باتالينو على موقع بوكس ريك (الإنجليزية) (registration required)